# Glasshouse (album)
Glasshouse è il terzo album in studio della cantante inglese Jessie Ware, pubblicato nel 2017.

## Tracce
Edizione Standard
1. Midnight – 3:57
2. Thinking About You – 3:28
3. Stay Awake, Wait for Me – 3:35
4. Your Domino – 3:47
5. Alone – 3:36
6. Selfish Love – 3:57
7. First Time – 4:05
8. Hearts – 3:33
9. Slow Me Down – 3:24
10. Finish What We Started – 3:49
11. Last of the True Believers (featuring Paul Buchanan) – 3:53
12. Sam – 5:15

Edizione Deluxe (tracce aggiuntive)
1. Til the End – 3:02
2. Love to Love – 3:31
3. Hearts (Acoustic) – 3:30
4. Alone (Acoustic) – 3:46
5. Last of the True Believers (Acoustic) – 3:41